# Кривуля, Владимир Васильевич
Влади́мир Васи́льевич Криву́ля (род. 9 ноября 1991, Краснодар) — российский пауэрлифтер, бронзовый призёр Паралимпийских игр 2012, заслуженный мастер спорта России.

## Спортивные достижения
- Многократный чемпион России по пауэрлифтингу среди лиц с поражением опорно-двигательного аппарата (ПОДА).

Летние Паралимпийские игры:
- Бронза (Лондон, Великобритания, 2012 год) — пауэрлифтинг, весовая категория до 48 кг.

Чемпионаты мира
- Серебро (Дубай, 2014) до 54 кг.

Кубки мира
- Золото (Егер, 2019) до 54 кг.

Чемпионаты Европы
- Золото (Россия, 2013) до 54 кг

## Награды
- Медаль ордена «За заслуги перед Отечеством» II степени (10 сентября 2012 года) — за большой вклад в развитие физической культуры и спорта, высокие спортивные достижения на XIV Паралимпийских летних играх 2012 года в городе Лондоне (Великобритания).[1]
- Заслуженный мастер спорта России (2012).

Награждён Звездой Героя Труда Кубани 2012